# Цехлин, Дитер
Дитер Цехлин (нем. Dieter Zechlin; 30 октября 1926, Гослар — 16 марта 2012, Потсдам) — немецкий пианист и музыкальный педагог. Муж композитора Рут Цехлин.
Учился в Лейпцигской консерватории (1941—1943, у Отто Вайнрайха), Эрфуртской консерватории (1945, у Франца Юнга) и Веймарской Высшей школе музыки (1946—1949, у Карла Вайса).
С 1949 г. преподавал в Эрфуртской консерватории, с 1951 г. в Германской Высшей школе музыки в Восточном Берлине, с 1958 г. профессор, в 1971—1982 гг. её ректор. Одновременно в 1970—1978 гг. вице-президент Академии искусства ГДР.
Лауреат Премии искусств ГДР (1959), Государственной премии ГДР (1961), Премии Роберта Шумана (1966).